# Neuvic-Entier
Neuvic-Entier település Franciaországban, Haute-Vienne megyében. Lakosainak száma 874 fő (2022. január 1.). Neuvic-Entier Bujaleuf, Châteauneuf-la-Forêt, Eymoutiers, Linards, Masléon, Roziers-Saint-Georges és Sainte-Anne-Saint-Priest községekkel határos.

## Népesség
A település népességének változása:
| Lakosok száma | 911  | 927  | 952  | 929  | 927  | 923  | 907  | 890  | 874  |
|               | 2013 | 2015 | 2016 | 2017 | 2018 | 2019 | 2020 | 2021 | 2022 |